# آنو زائول
آنو زائول (آلمانی: Anno Saul؛ زادهٔ ۱۴ نوامبر ۱۹۶۳) کارگردان فیلم، فیلم‌نامه‌نویس و استاد دانشگاه اهل آلمان است.
از فیلم‌ها یا مجموعه‌های تلویزیونی که وی در آن‌ها نقش داشته‌است، می‌توان به شریته و در اشاره نمود.